# 산토도밍고주

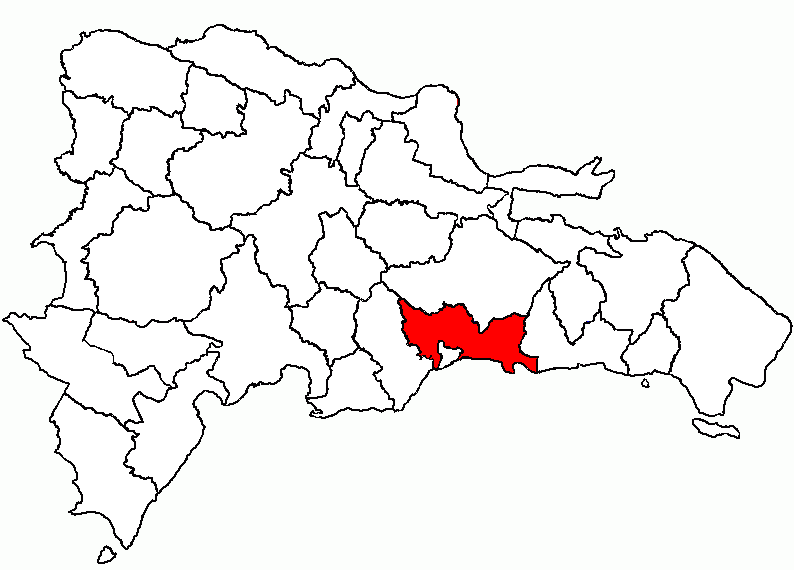
산토도밍고 주의 위치

산토도밍고주(스페인어: Santo Domingo)는 도미니카 공화국 남부에 위치한 주로 주도는 산토도밍고에스테이며 면적은 1,296.35km2, 인구는 3,263,053명(2014년 기준)이다. 2001년 10월 16일 국가 지구에서 분리되어 신설되었다.
서쪽으로는 산크리스토발 주, 북쪽으로는 몬테플라타 주, 동쪽으로는 산페드로데마코리스 주, 남쪽으로는 카리브해와 접한다. 8개 지방 자치체와 7개 지구를 관할한다.